# Tim Manstein
Tim Manstein (* 25. September 1989) ist ein deutscher Fußballspieler.

## Karriere
In der Jugend spielte er bis 2007 für Bayer 04 Leverkusen. Danach wechselte er zu Rot Weiss Ahlen. In der Saison 2010/11 gab er sein Drittliga-Debüt. Nach der Saison wechselte Manstein zum SC Verl in die Regionalliga West. Von 2013 bis 2016 spielte er für den Wuppertaler SV in der Oberliga Niederrhein, mit dem er in der Saison 2015/16 Meister wurde. Anschließend schloss sich Manstein dem Fünftligisten Ratingen 04/19 an, bei dem er zwei Jahre verbrachte. Zur Saison 2018/19 verpflichtete ihn der FC Gütersloh. Mit den Güterslohern wurde er in der Saison 2022/23 Meister der Oberliga Westfalen und gewann in der gleichen Saison noch den Westfalenpokal. Im Sommer 2024 folgte der Wechsel zum Gütersloher Landesligisten SV Avenwedde.

## Erfolge
- Meister der Oberliga Westfalen: 2023
- Westfalenpokalsieger: 2023